# Emma Becker
Pour les articles homonymes, voir Becker.
Emma Becker, née Emma Durand le 14 décembre 1988 en Île-de-France, est une écrivaine française. Elle est l'autrice de récits à mi-chemin entre l'autofiction, le roman et l'autobiographie.

## Biographie

### Enfance et formation
Emma Becker, née Emma Durand, voit le jour le 14 décembre 1988 à Fresnes, en Île-de-France,,,. Elle est franco-allemande. Elle est la fille d'un père entrepreneur dans l’événementiel et d'une mère psychologue, petite-fille de médecin ; ses parents se séparent en 2001. Elle a deux sœurs, Louise et Alice. Elle est scolarisée à l'Institut Montalembert à Nogent-sur-Marne, obtient en 2006 son bac avec mention, puis suit des études supérieures en lettres à l'université Sorbonne-Nouvelle.

### Carrière
Son premier roman, Mr, qu'elle dépose à Olivier Rubinstein, alors directeur des Éditions Denoël, lors du salon du livre de Paris, est publié en 2011. Elle y aborde par le biais d'un double autofictionnel, l'emprise érotique et passionnelle d'un chirurgien ami de ses parents et de son oncle, durant plus d'un an,,. Le livre est traduit dans quatorze pays.
Dans Alice (Denoël) publié en 2015, elle aborde la difficulté à s'extraire d'une relation d'amour étouffante avec des parents post-soixante-huitards envahissants, tout en analysant son propre rapport aux hommes, à travers la relation contrariée entretenue avec un amant de vingt ans son aîné.
En 2019 paraît La Maison, roman d'autofiction dans lequel elle évoque son expérience de la prostitution à Berlin pendant deux années, de 2014 à 2016,. En quatre mois, le livre se vend à 40 000 exemplaires. Il obtient le prix du roman des étudiants France Culture-Télérama 2019,. Il remporte aussi les prix Blù Jean-Marc Roberts et RomanNews,. Il est également nommé au prix Renaudot et en lice pour le prix de Flore,,. Le livre reçoit de nombreuses critiques, positives (Jérôme Garcin : un « putain de grand livre » ; Frédéric Beigbeder : « le principal scandale de ce livre, c'est qu'il est une réussite littéraire complète »…), comme négatives (l'association Osez le féminisme fustige un « livre qui glamourise et banalise » la prostitution),. Le roman est adapté en film avec le même titre par la réalisatrice Anissa Bonnefont en 2022 avec Ana Girardot dans le rôle principal,.
Parallèlement, elle travaille dans la restauration. Elle est serveuse dans un café du Mitte à Berlin. Elle publie également quelques articles dans des journaux comme Le Nouvel Obs et le Point,.
En 2022, elle publie chez Albin Michel L'Inconduite, son quatrième roman, inspiré par la naissance de son premier enfant,. Elle y parle de sexe, de ses amours et de sa séparation avec le père de son fils. Il fait partie de la première sélection du premier prix Castel. Les critiques sont éclectiques comme pour son précédent roman,.
En 2023, elle rejoint l’équipe des Chroniqueurs du temps présent du groupe Centre France,,. Elle publie également son cinquième roman, Odile l'été, chez Julliard, collection « Fauteuse de trouble », qui est une commande de Vanessa Springora. Il raconte l'histoire de deux amies d'enfance qui découvrent ensemble la sexualité,,.
Le 22 août 2024, elle publie chez Albin Michel Le Mal Joli, son sixième roman,,, notamment distingué par le  Prix de la rentrée au Festival Les écrivains chez Gonzague Saint Bris. Becker y raconte la liaison de son alter ego fictionnel avec un autre écrivain, où elle doit concilier pendant trois saisons ses facettes  de femme amante et de mère.

### Vie privée
En 2013, Emma Becker décide de partir à Berlin après une rupture amoureuse,. Elle a un enfant avec un Néo-Zélandais rencontré à Berlin, né en 2016,,. En 2021, elle déménage dans le Var, au Plan-de-la-Tour, elle s’y marie et donne naissance à son second fils,,. Puis, elle devient la compagne de l'écrivain Nicolas d'Estienne d'Orves, écrivain et journaliste qui lui a inspiré son dernier livre Le Mal Joli.

## Œuvre
- Mr., Paris, éditions Denoël, 13 janvier 2011, 480 p. (ISBN 978-2-207-10950-2)
- Alice, Paris, éditions Denoël, 8 janvier 2015, 352 p. (ISBN 978-2-207-12380-5)
- La Maison, Paris, éditions Flammarion, 21 août 2019, 384 p. (ISBN 978-2-08-147040-8)
- L'Inconduite, Paris, éditions Albin Michel, 17 août 2022, 368 p. (ISBN 978-2226475602)
- Odile l'été, éditions Julliard, coll. « Fauteuse de trouble », avril 2023 (ISBN 9782260055112)
- Le Mal Joli, éditions Albin Michel, 21 août 2024, 416 p.  (ISBN 978-2226489784)